# Pat Saiki
Pat Saiki, nata Patricia Fukuda (Hilo, 28 maggio 1930), è una politica e insegnante statunitense, membro della Camera dei Rappresentanti per lo stato delle Hawaii dal 1987 al 1991 e amministratrice dell'agenzia per le piccole imprese dal 1991 al 1993.

## Biografia
Di famiglia nippoamericana, la Saiki, dopo la laurea all'Università delle Hawaii ottenne un impiego come insegnante.
Nel 1968, come membro del Partito Repubblicano, la Saiki venne eletta alla Camera dei Rappresentanti delle Hawaii e sei anni dopo ottenne un seggio al Senato di stato delle Hawaii, dove rimase fino al 1982.
Nel 1986 il deputato della Camera dei Rappresentanti nazionale Cecil Heftel rassegnò le sue dimissioni prima della scadenza del mandato e così vennero indette delle elezioni speciali che decretassero un sostituto. La Saiki si candidò, ma venne sconfitta dal democratico Neil Abercrombie.
Qualche mese dopo tuttavia si tennero delle nuove elezioni e stavolta Abercrombie perse nelle primarie e la Saiki batté il rivale democratico, venendo eletta. Questa vittoria segnò alcuni primati importanti: la Saiki infatti era la prima persona repubblicana a conquistare un seggio alla Camera per lo stato delle Hawaii, nonché la seconda in tutto il Congresso (dopo il senatore Hiram Fong); inoltre fu la seconda donna ad essere eletta al Congresso dalle Hawaii dopo la democratica Patsy Mink.
Nel 1988 la Saiki venne rieletta, ma nel 1990 decise di non cercare un'ulteriore rielezione per candidarsi invece al Senato, sfidando il democratico in carica Daniel Akaka. La gara non ebbe esito favorevole per la Saiki e ciò si ripeté nel 1994, quando cioè venne sconfitta da Ben Cayetano nell'elezione a governatore.
Dopo l'uscita dalla scena politica, la Saiki rimase comunque nel campo sponsorizzando l'elezione di alcuni candidati repubblicani a varie cariche locali.